# Roshel
Roshel (polno ime Roshel Smart Armored Vehicles) je kanadski proizvajalec kolesnih oklepnih vozil in oklepnih bojnih vozil.
V sklopu vojaške pomoči Ukrajini po ruski invaziji nanjo 24. februarja 2022 je kanadska vlada ukrajinskim kopenskim silam podarila 8 oklepnih oklepnikov Roshel Senator. 18. januarja 2023 je kanadska vlada napovedala nadaljnjo donacijo dodatnih 200 oklopnih transportnih letal Roshel Senator.